# I’ve Ive
I’ve Ive – pierwszy album studyjny południowokoreańskiej grupy Ive, wydany 10 kwietnia 2023 roku przez wytwórnię Starship Entertainment.  Płytę promowały dwa single „Kitsch” i „I Am”.

## Tło
Przed ogłoszeniem albumu, zespół wykonał niepublikowane wcześniej utwory „Blue Blood” i „Not Your Girl” podczas swojego pierwszego koncertu, Prom Queens, które odbyło się 11 i 12 lutego 2023 roku. Później Korea JoongAng Daily poinformował, że oba utwory pochodzą z nadchodzącego albumu studyjnego Ive, który zostanie wydany w kwietniu. 16 marca Starship Entertainment ogłosiło, że Ive wyda swój pierwszy album studyjny, zatytułowany I’ve Ive, 10 kwietnia. Ogłoszono również, że album będzie zawierał 11 utworów, w tym główny singiel napisany przez Kim Eanę i skomponowany przez Ryana S. Jhuna, a Seo Ji-eum, która pisała wcześniejsze główne single grupy, również weźmie udział w pisaniu piosenek na albumie. 20 marca ukazał się zwiastun teledysku do „Kitsch” potwierdzając jednocześnie, że piosenka zostanie wydana 27 marca, przed premierą albumu. 23 marca został wydany harmonogram promocji. 27 marca ukazał się „Kitsch” wraz z jej teledyskiem. 2 kwietnia opublikowano listę utworów, a „I Am” ogłoszono jako główny singiel. 8 kwietnia ukazał się zwiastun teledysku do „I Am”. Dzień później ukazał się teaser medley utworów. 10 kwietnia album został wydany wraz z teledyskiem do „I Am”.

## Lista utworów
| CD  | CD                        | CD                                             | CD | CD                                                                        | CD      |
| Nr  | Tytuł utworu              | Tekst                                          | Kompozycja | Aranżacja                                                                 | Długość |
| --- | ------------------------- | ---------------------------------------------- | --- | ------------------------------------------------------------------------- | ------- |
| 1.  | „Blue Blood”              | Seo Ji-eum                                     | Nick Hahn, Sophia Brenan, Elle Campbell                                                                               | Nick Hahn                                                                 | 2:47    |
| 2.  | „I Am”                    | Kim Eana                                       | Ryan S. Jhun, Kristin Marie Skolem, Audun Agnar Guldbrandsen, Eline Noelia Myreng                                     | Ryan S. Jhun, Audun Agnar Guldbrandsen, Kristin Marie Skolem              | 3:03    |
| 3.  | „Kitsch”                  | Lee Seu-ran, Hwang Hyun (MonoTree), Gaeul, Rei | Ryan S. Jhun, Lise Reppe, Audun Agnar Guldbrandsen, Kyle Joseph Faulkner, Tea Carpeter, Emily Harbakk, Stally, Pateko | Ryan S. Jhun, Audun Agnar Guldbrandsen, Stally, Pateko                    | 3:15    |
| 4.  | „Lips”                    | Exy, Sohlhee                                   | Ryan S. Jhun, Alexander Pavelich, Lauren Keen, Sean Davidson, Andre Davidson, Lars Rosness, Benjamin Pinkus           | Ryan S. Jhun, Lars Rosness, Benjamin Pinkus                               | 3:01    |
| 5.  | „Heroine”                 | Yujin                                          | Ryan S. Jhun, Hilda Stenmalm, Ramus Budny, Shy Martin                                                                 | Ryan S. Jhun, Rasmus Budny                                                | 2:51    |
| 6.  | „Mine”                    | Wonyoung                                       | Ryan S. Jhun, Lauritz Emil Christiansen, Jeppe London Bilsby, Celine Svanbäck                                         | Ryan S. Jhun, Lauritz Emil Christiansen, Jeppe London Bilsby              | 3:10    |
| 7.  | „Hypnosis” (kor. 섬찢)    | Seo Jeong-a, Gaeul, Rei                        | Lauren Aquilina, Sophia Brenan, Fin Dow Smith, Christopher Smith, Corey Sanders, Adriaan Caldas De Barros, Elof Loelv | Starsmith, Risc, Elof Loelv                                               | 2:26    |
| 8.  | „Not Your Girl”           | Hwang Hyun (MonoTree), Gaeul, Rei              | Ryan S. Jhun, Scott Russell Stoddart, Torine Michelle Bjaland, Anna Anita Jaskiv                                      | Ryan S. Jhun, Scott Russell Stoddart                                      | 3:22    |
| 9.  | „Next Page” (kor. 궁금해) | Hwang Hyun (MonoTree), Gaeul, Rei              | Ryan S. Jhun, Polar, Megan Ashworth                                                                                   | Ryan S. Jhun, Polar                                                       | 3:19    |
| 10. | „Cherish”                 | Lee Seu-ran                                    | Ryan S. Jhun, Sofia Quinn, Dewain Whitmore, Louis Schoorl                                                             | Ryan S. Jhun, Louis Schoorl                                               | 3:14    |
| 11. | „Shine with Me”           | Wonyoung                                       | Ryan S. Jhun, Erike Gustaf Smaaland, Kristoffer Chaka Bwanasi-Tømmerbakke, Alida Garpestad Peck                       | Ryan S. Jhun, Erike Gustaf Smaaland, Kristoffer Chaka Bwanasi-Tømmerbakke | 3:44    |

## Notowania
| Lista                                  | Najwyższa pozycja | Źr.    |
| -------------------------------------- | ----------------- | ------ |
| South Korean Albums (Circle)           | 1                 | [ 12 ] |
| Japanese Albums (Oricon)               | 5                 | [ 13 ] |
| Japanese Digital Albums (Oricon)       | 6                 | [ 14 ] |
| Japanese Hot Albums (Billboard Japan)  | 10                | [ 15 ] |
| UK Album Downloads (OCC)               | 97                | [ 16 ] |
| US Top Current Album Sales (Billboard) | 57                | [ 17 ] |
| US World Albums (Billboard)            | 7                 | [ 18 ] |